# Voie verte du CaminAdour
La voie verte du CaminAdour est une voie verte du sud de la France, c'est-à-dire à la fois un chemin de randonnée, une piste cyclable et un espace vert.
Elle emprunte le tracé de halage parallèle à l'Adour, elle traverse Tarbes depuis Soues pour aboutir à Bazet.

## Présentation
Le CaminAdour est un aménagement cyclable long de 11,5 km qui est praticable par les cyclistes, les rollers et les randonneurs pédestres.

## Toponymie
De l'occitan camin qui signifie chemin, sentier.

## Géographie
Le CaminAdour est situé en France dans le département des Hautes-Pyrénées, dans l'aire urbaine de Tarbes en Occitanie.

## Parcours
La piste commence à Soues (sud), et se termine aux lacs de Bours Bazet au nord. Depuis les bords de l'Adour à Soues on passe a proximité du lac de soues puis sous l'autoroute A64. 
Le tracé traverse Tarbes juste derrière le palais des sports du quai de l'Adour, puis le long du site de l'ancien arsenal. A Aureilhan à l'ouest du lycée professionnel Sixte Vignon en direction des lacs de Bours-Bazet pour un prolongement sur le sentier de l'Adour.

Sélection de vues diverses
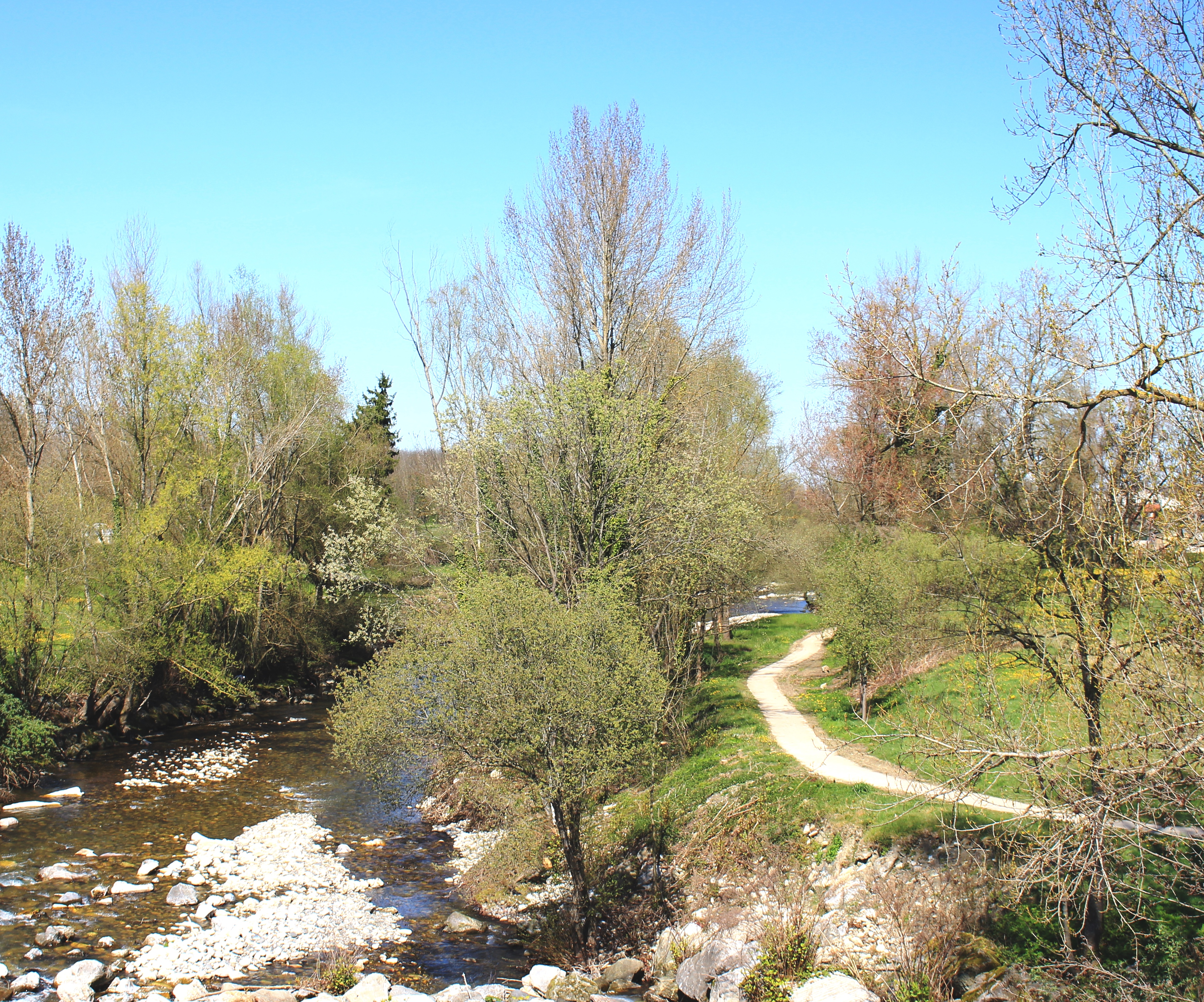
Soues.
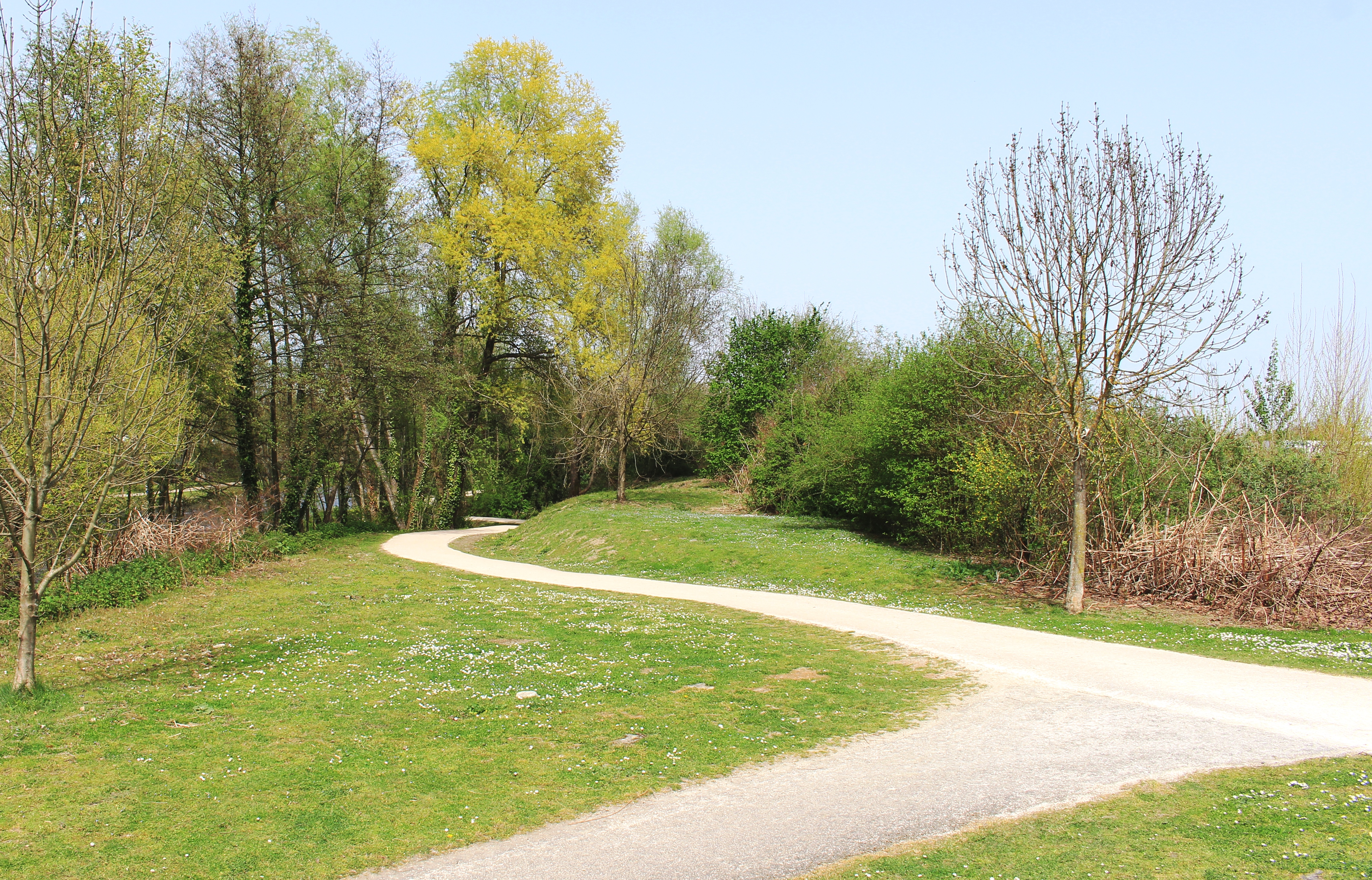
Tarbes.
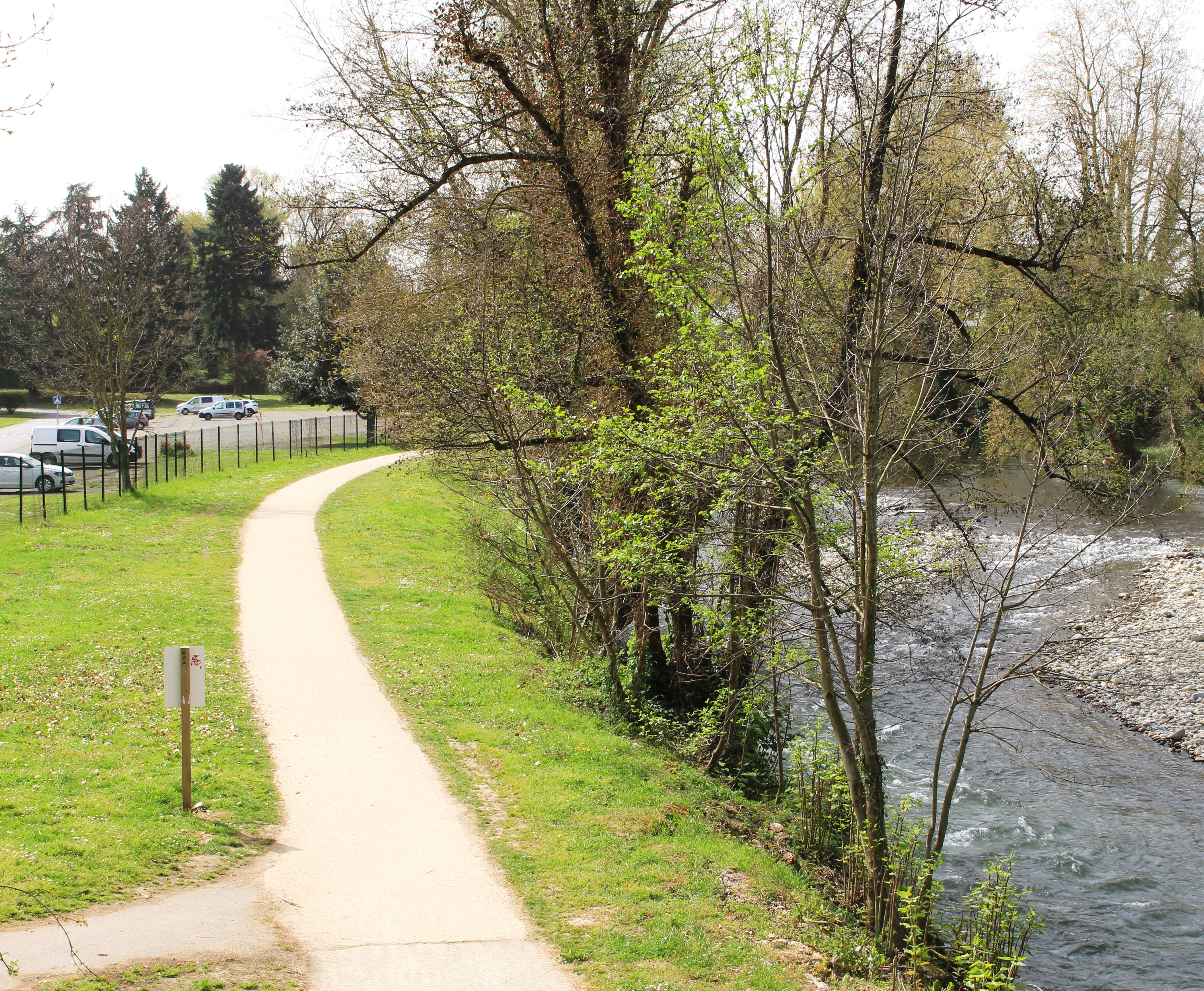
Tarbes.
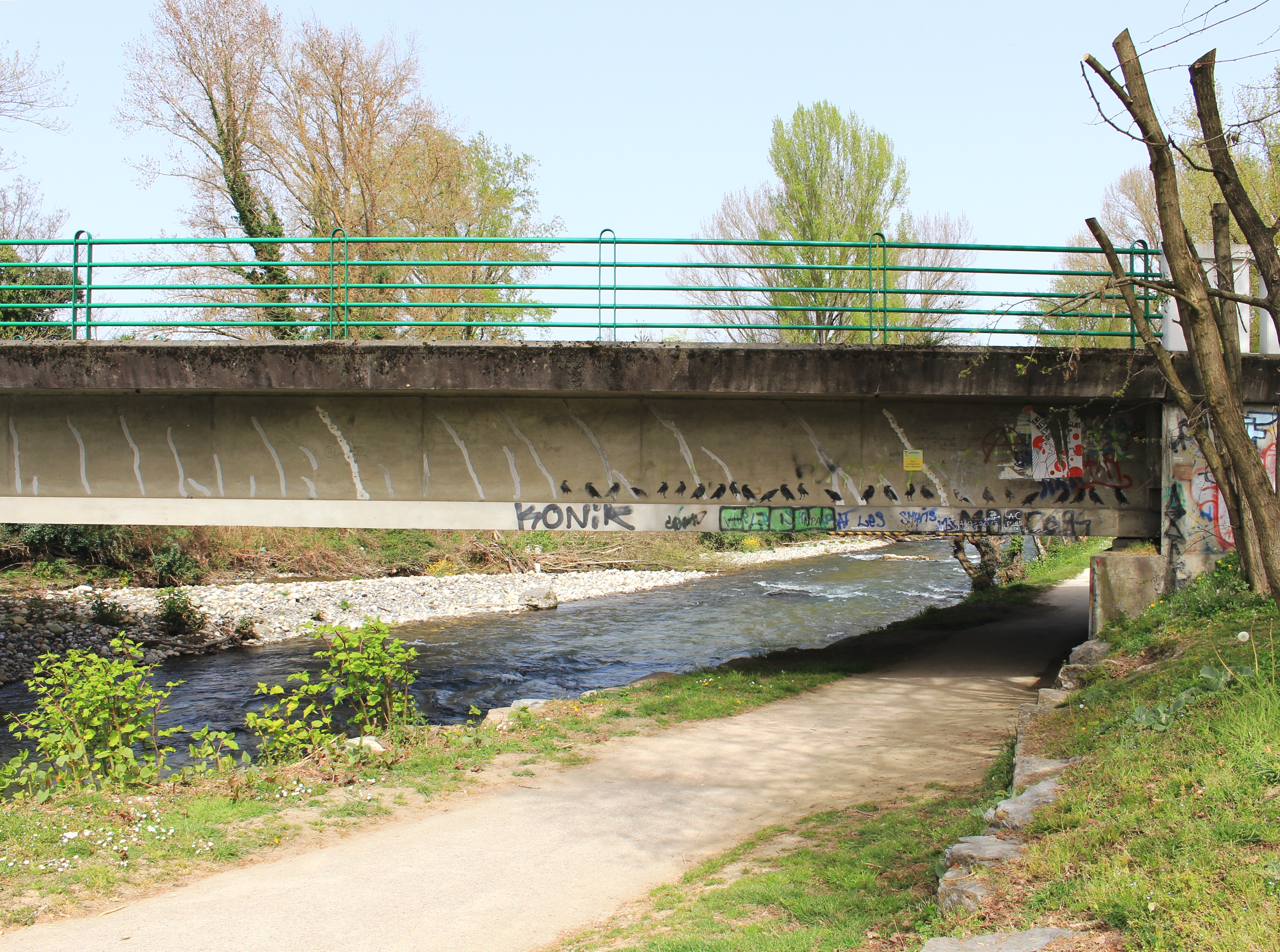
Tarbes (bd Renaudet).
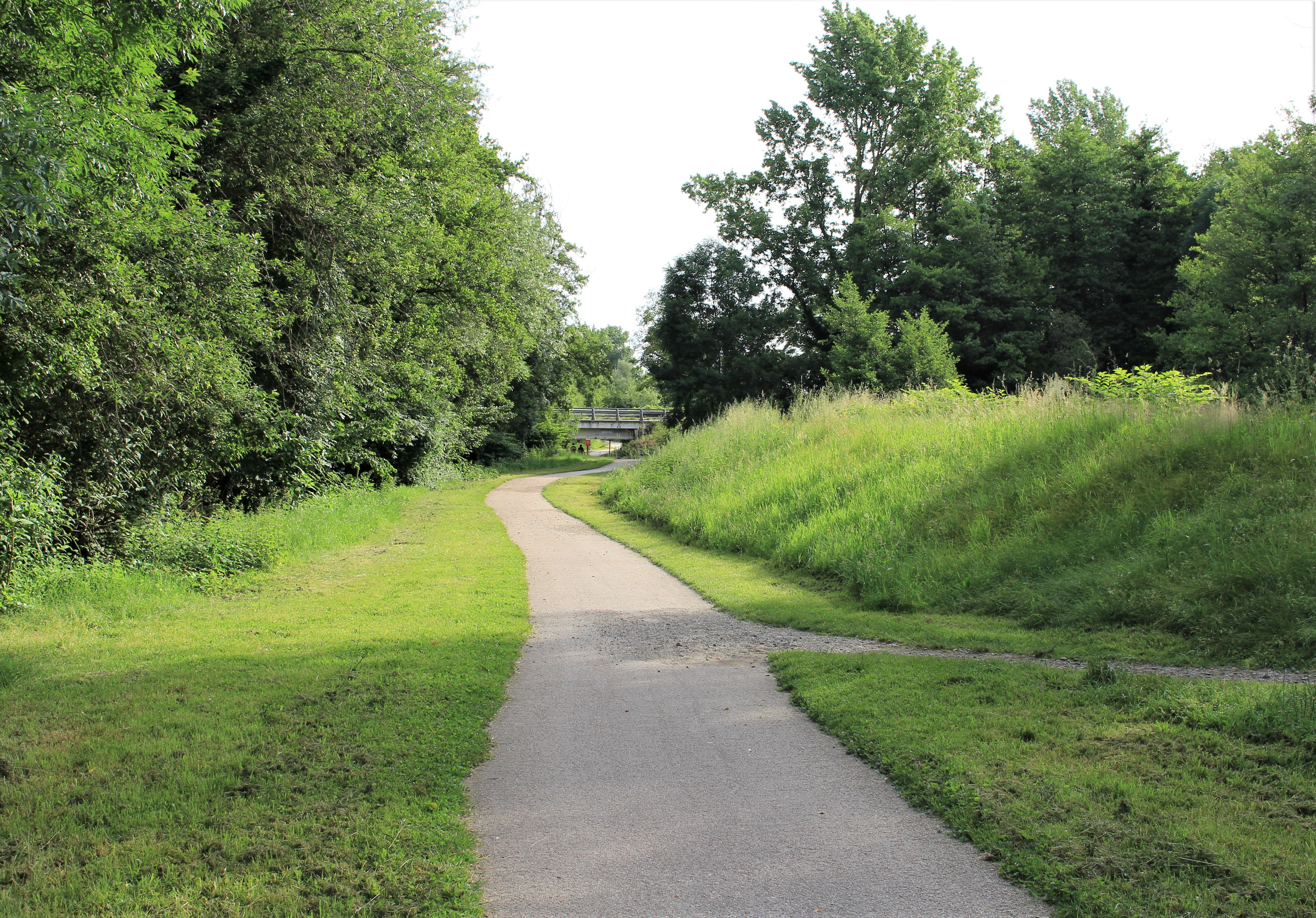
Lac de Soues.
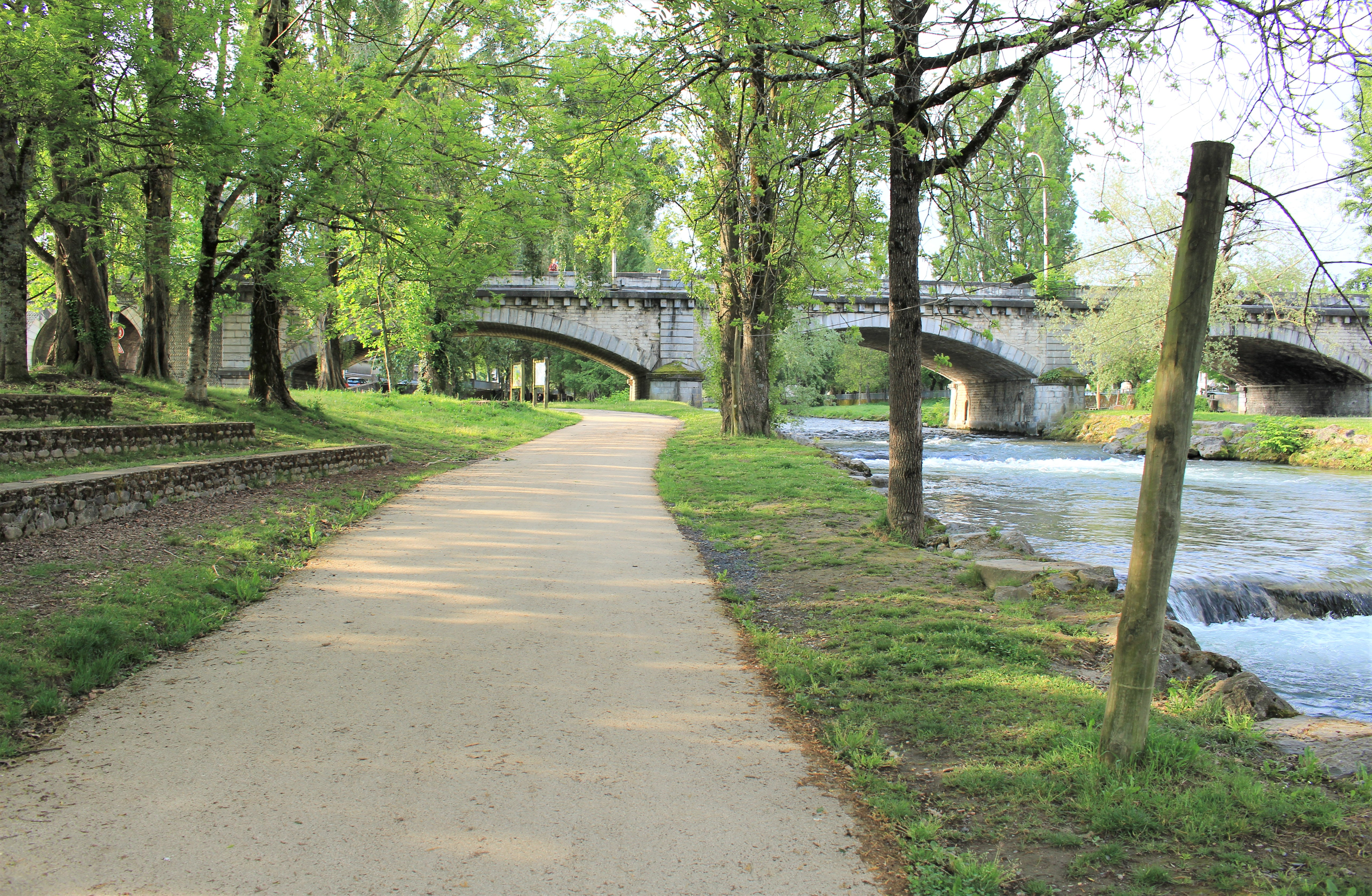
Tarbes (bd Marne).

## Itinéraire
- Soues
- Séméac
- Tarbes
- Aureilhan
- Bours

## Équipements
Le revêtement est intégralement réalisé en enrobé lisse.
S’agissant d’un itinéraire assez urbain, il comprend inévitablement des traversées de carrefour, avec barrières très sécurisées et d’un franchissement aisé.
Des points pique-nique, bancs et accroche-vélos ont été installés tout le long du tracé.

Sélection de vues diverses
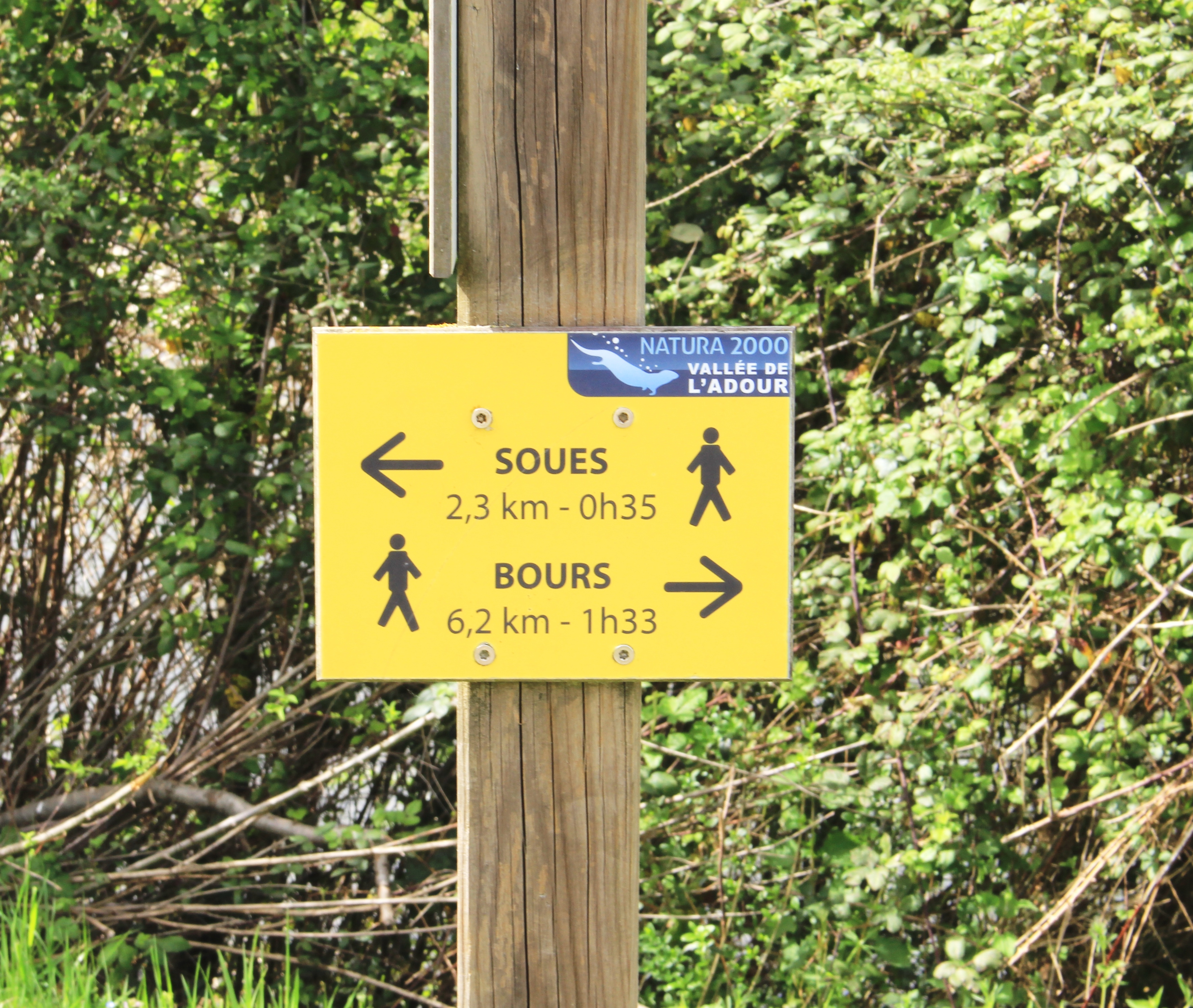
Signalétique.
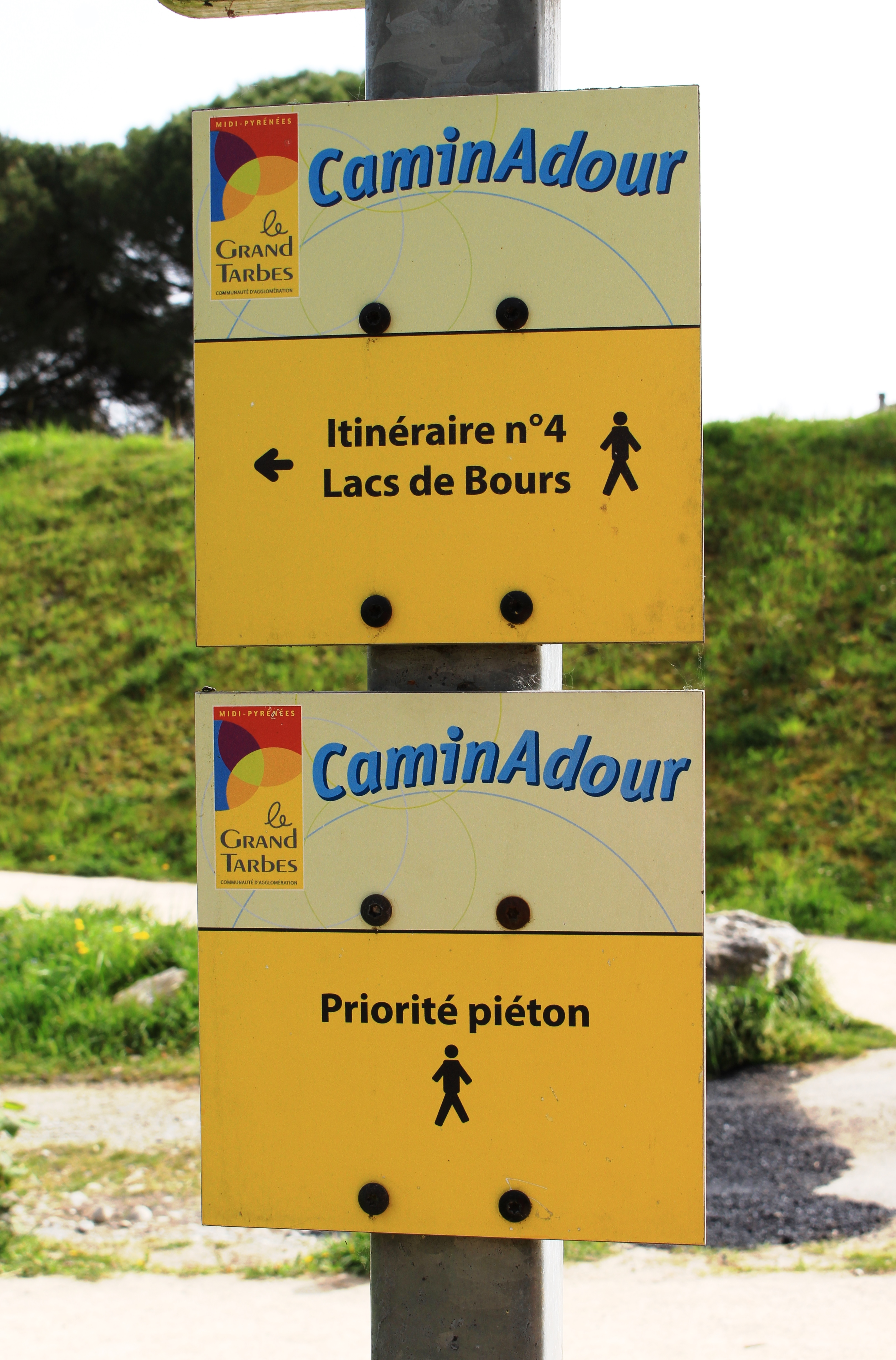
Signalétique.
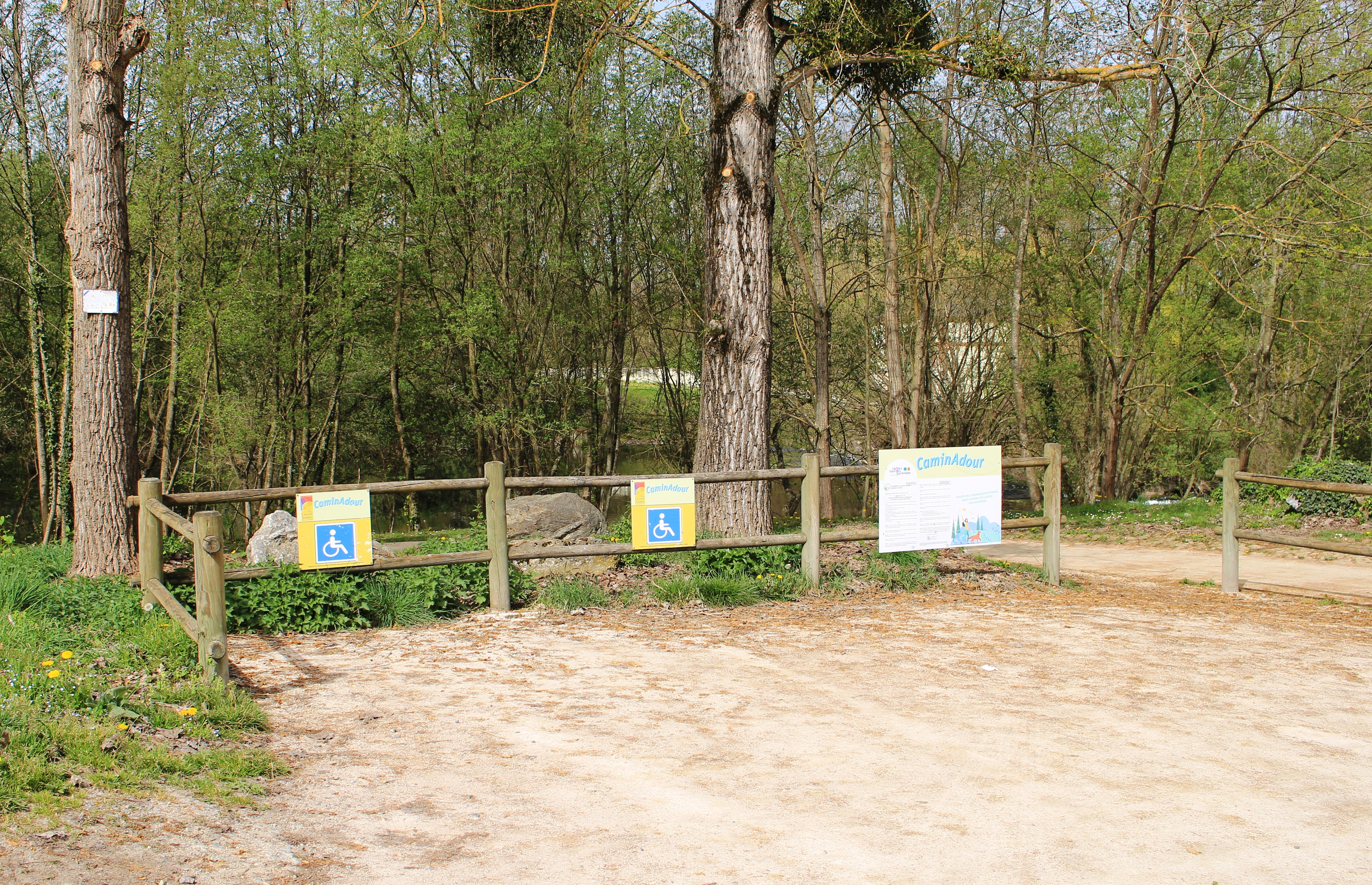
Parking PMR.
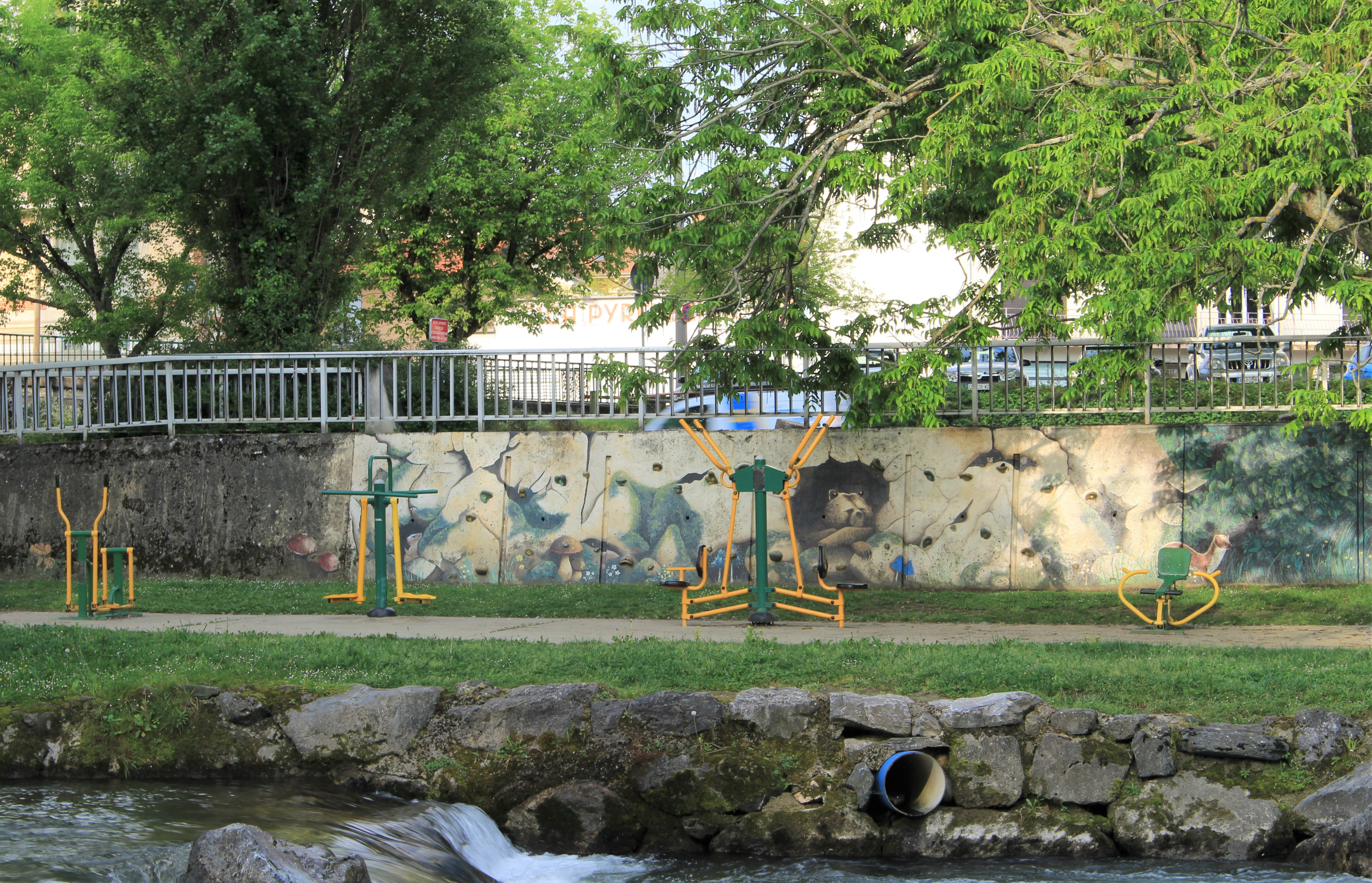
Equipement sportif.

## Extension
Il est prévu de prolonger le CaminAdour vers le sud  sur une vingtaine de kilomètres en direction de Bagnères-de-Bigorre, en empruntant une partie du tracé de la Ligne de Morcenx à Bagnères-de-Bigorre depuis Soues sur le même principe que la voie verte des Gaves.

## Galerie

Sélection de vues diverses
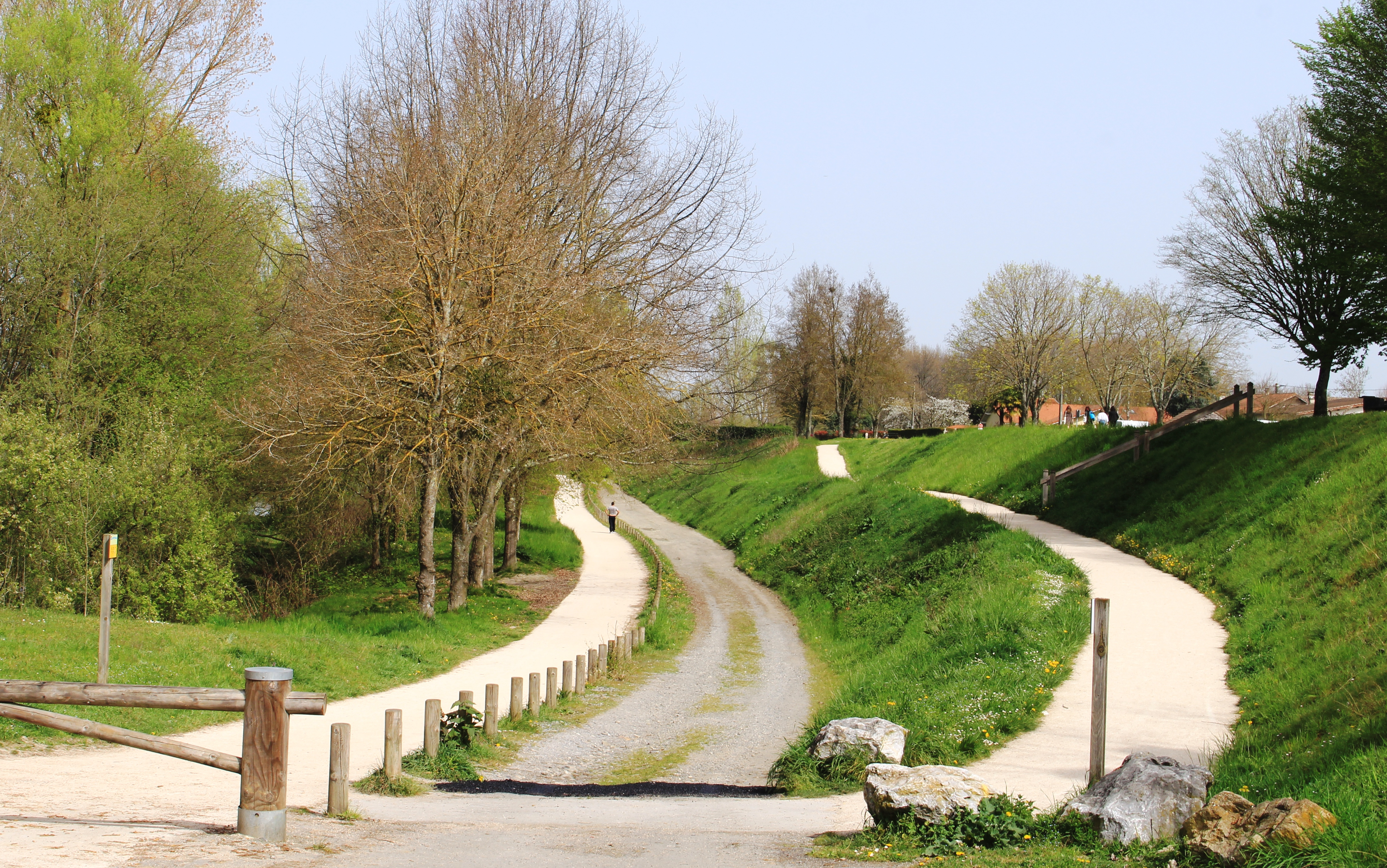
Bours.
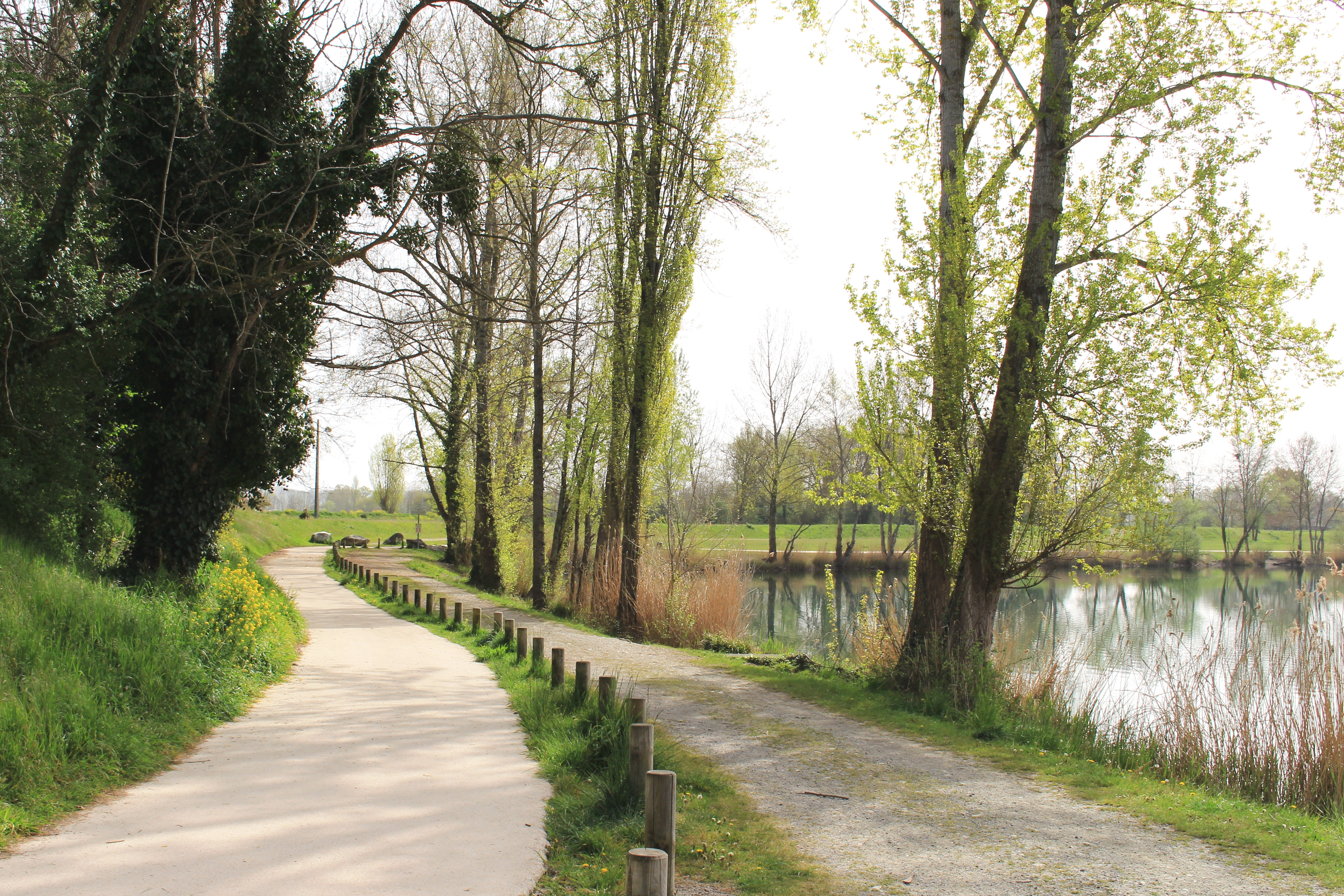
Bours.
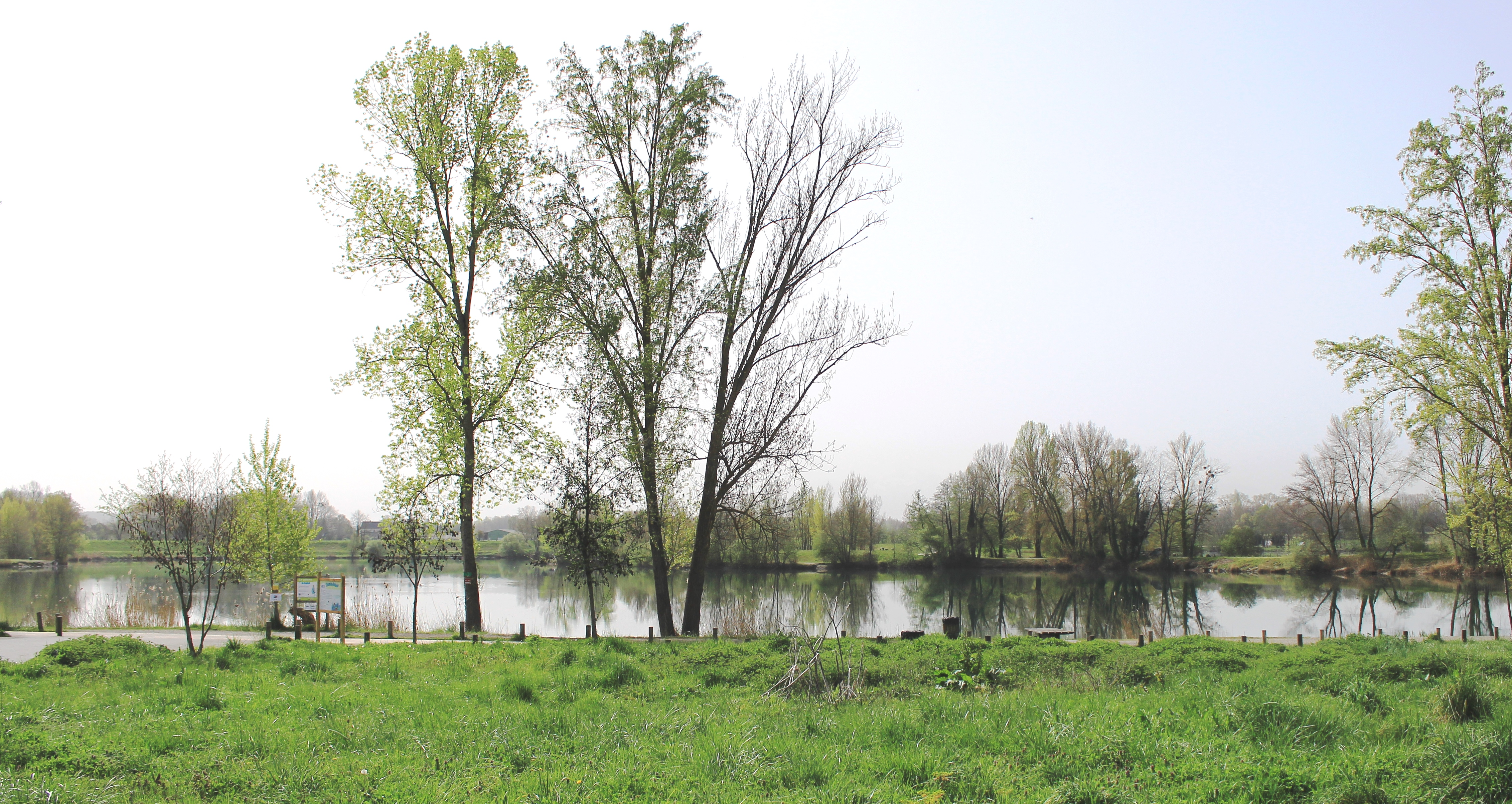
Lac de Bours.